# Teufelshorn (Hohe Tauern)
Pour l’article homonyme, voir Teufelshorn.
Teufelshorn est une montagne qui s’élève à 3 680 m d’altitude dans les Hohe Tauern, en Autriche.